# 埴原正直

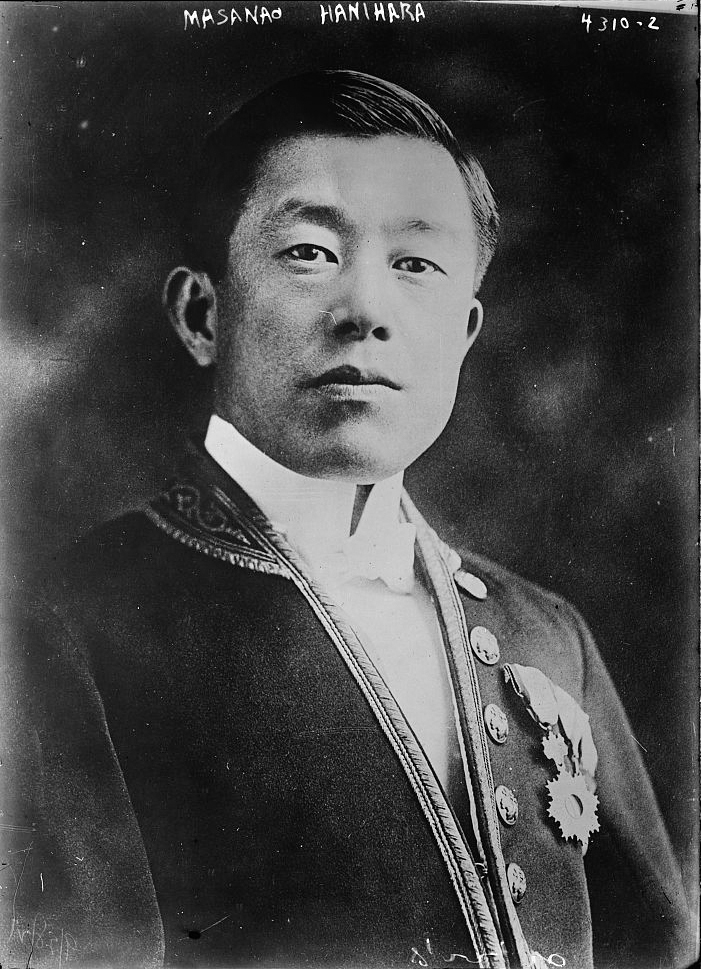
埴原正直

埴原 正直（はにはら まさなお、1876年〈明治9年〉8月25日 - 1934年〈昭和9年〉12月20日）は、日本の外交官。外務次官、駐アメリカ大使、ワシントン会議全権委員。位階および勲等は正三位・勲一等。洋画家の埴原久和代は妹。

## 人物
山梨県中巨摩郡源村（現・南アルプス市）生まれ。東京専門学校卒業後は東洋経済新報社に勤務し、日本最初の外交専門誌『外交時報』を刊行する。
翌1898年（明治31年）に外務省に入省し、清国（現・中国）アモイ領事館補を皮切りに、以降順調に昇進を果たす。外務次官時代には当時の海軍大臣・加藤友三郎や駐アメリカ大使・幣原喜重郎とともにワシントン会議の全権委員に選任された。
1909年（明治42年）、コロラド州などアメリカの8州に拡散する日本人移民の居住地の実態調査を行ない、その報告書を外務大臣の小村寿太郎に提出したが、不衛生で猥雑極まる日本人町（街）のあまりの酷さに外務省は機密文書としてこれを封印している。
1919年（大正8年）3月には、原内閣の対米協調姿勢のもと駐米大使の石井菊次郎が更迭され、幣原喜重郎が後任となる。これに伴い埴原は政務局長から次官に昇格する。1922年には幣原の後任として駐アメリカ大使に就任する。
1924年（大正13年）4月の排日移民法案阻止のために国務長官・チャールズ・エヴァンズ・ヒューズにあてた書簡中に書かれた「深刻な結果」(grave consequences) の一句が対米恫喝であるとアメリカ国内で問題化し、法案に賛成しないとみられていた上院が一斉に賛成に動いた。その結果、埴原書簡が同法成立の一因とみなされ責任をとって帰国することとなった。外交界では小柄な体躯から「リトル・ハニー」とあだ名された。
1924年パリオリンピックで、日本唯一のメダル（銅メダル）を獲得したアメリカ在住の内藤克俊を日本代表に加えるよう日本政府に進言したのは埴原といわれる。墓所は多磨霊園。

## 来歴
- 1897年 東京専門学校（現・早稲田大学）英語政治科卒業
- 1897年 東洋経済新報社入社
- 1898年 外務省入省
- 1905年 在米日本大使館二等書記官[4]
- 1916年 外務省駐サンフランシスコ総領事
- 1918年 外務省通商局長
- 外務省政務局長
- 1919年 外務次官
- 1922年 駐アメリカ大使
- 1927年 外務省退官

## 栄典
位階
- 1928年（昭和3年）1月16日 - 正三位

勲章等
- 1906年（明治39年）4月1日 - 明治三十七八年従軍記章
- 1918年（大正7年）3月4日 - 旭日中綬章
- 1921年（大正10年）7月1日 - 第一回国勢調査記念章

外国勲章佩用允許
- 1923年（大正12年）6月7日 - ローマ教皇庁：サンシルペストル勲章グランクロア

## 伝記
- チャオ埴原三鈴・中馬清福『「排日移民法」と闘った外交官』藤原書店、2011年

副題：1920年代日本外交と駐米全権大使・埴原正直